# Cyclohexène
Le cyclohexène est un hydrocarbure de formule brute C6H10.
Il peut être synthétisé par la déshydratation du cyclohexanol, catalysée par un acide, ou par la déshydrogénation du cyclohexane.